# トラフォード
トラフォード (英: Trafford) は、イングランド北西部の大マンチェスタ州に属する行政区（都市バラ）。推計人口は211,800人 (2006年) 、面積は41平方マイル (106 km2)である。区域にはオルトリンガム、パーティントン、セール、ストレトフォード、アームストン等の地区がある。1972年地方自治法の施行により、1974年4月1日にオルトリンガム、セール、ストレトフォードの3つの自治バラと、ボウドン、ヘイル、アームストンの3つの都市的地域 (Urban district) 、およびバックロー田園地域の一部区域が合併して誕生した。これらの自治体はすべて、かつてはチェシャーに属しており、ランカシャーに属していたストレトフォードやアームストンとは離れていた。サウス・トラフォードからノース・トラフォードへ向かってマージー川が流れる。歴史的にはマージ―川はランカシャーとチェシャーの両歴史的カウンティの境界であった。
トラフォード地区には、新石器時代や青銅器時代、そして古代ローマ人の活動の形跡が残るなど、長い歴史を持つ。これらの過去の遺跡の中には2つの城塞が含まれ、うち一つは古代記念物に指定されており、さらに指定建造物に指定されたものを含めると、その数は200を超える。19世紀後半に鉄道の敷設と共に街は大きく変貌し、人口が急増した。マンチェスター・ユナイテッドFCとランカシャー・カウンティ・クリケット・クラブの本拠地であり、2002年以来帝国戦争博物館北館が置かれている。
世界初の工業団地であるトラフォード・パークや大型の郊外型商業施設のトラフォード・センターがあり、失業率を抑えて強い経済力を維持している。シティ・オブ・マンチェスターから離れた位置にありながら、トラフォードはグレーター・マンチェスター内で唯一、週間所得が全国平均を上回る地区である。社会的には、オールド・トラフォードやストレトフォードに代表されるような労働者階級の居住する地区とボウドンやヘイルのような中流階級の地区が共存する。
オルトリンガム・アンド・セール・ウェストは、ベリー・ノースとともに、グレーター・マンチェスターの2つの選挙区のうちの一つで、現在は保守党が多数を占めている。

## 文化

### スポーツ
- マンチェスター・ユナイテッドFCのホームスタジアム、オールド・トラッフォードがある。

## 出身人物
- ジェイソン・ケイ - ジャミロクワイのヴォーカル